# Valais
Valais (niem. Wallis, wł. Vallese, rm. Vallais, frp. Valês) – kanton w południowej Szwajcarii. Jego stolicą jest miasto Sion. Jest to trzeci pod względem powierzchni kanton Szwajcarii. Na całej długości kantonu rozciąga się dolina Rodanu, który wypływa z lodowca Rodanu, w pobliżu Oberwaldu. Od tej głównej doliny odchodzi wiele bocznych odgałęzień, wśród nich Vispertal, w której leży Zermatt – słynna miejscowość turystyczna u stóp Matterhornu (4478 m n.p.m.).

## Geografia

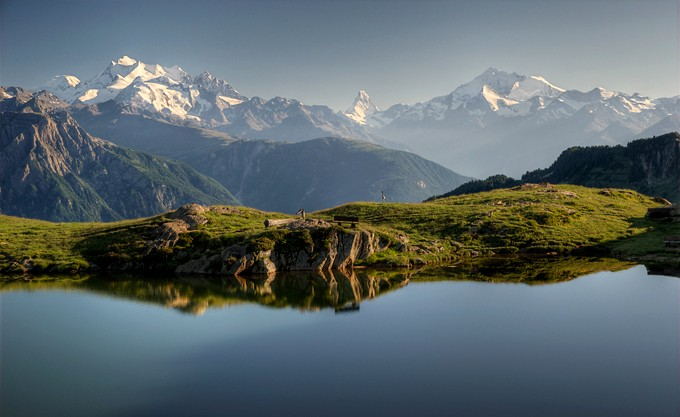
Dom (po lewej), Matterhorn (w środku) i Weisshorn (po prawej)

Kanton Valais graniczy z Włochami na południu i południowym wschodzie, z Francją na zachodzie, ponadto na północy z kantonami Vaud i Berno, a na wschodzie z Uri i Ticino.
Szeroka dolina Rodanu zajmuje znaczną część powierzchni kantonu. Dolina ta posiada wiele mniejszych odgałęzień, zarówno małych i wąskich jak i szerokich i zamieszkanych. Do tych drugich zalicza się między innymi dolina Vispertal dzieląca się na doliny Saastal i Mattertal z popularnym kurortem Zermatt u stóp Matterhornu (4478 m). W otoczeniu doliny Rodanu 50 szczytów wznosi się na wysokość ponad cztery tysiące metrów n.p.m., z najwyższym Dufourspitze (w Alpach Pennińskich), który osiąga 4638 m. Znajduje się tu też wiele lodowców, w tym zaliczane do największych w całych Alpach. 
Dorzecze Rodanu zajmuje niemal cały kanton. Rodan płynie z północnego wschodu na południowy zachód do Martigny, następnie skręca pod kątem prostym ku północnemu zachodowi, po czym koło Villeneuve uchodzi do Jeziora Genewskiego. Jednak są dwa regiony w kantonie Valais, które nie należą do zlewiska Rodanu: dolina na południe od przełęczy Simplon i dolina na południe od Wielkiej Przełęczy Świętego Bernarda. Dolina Rodanu oddziela Alpy Berneńskie na północy od Alp Pennińskich na południu. Inne pasma leżące chociażby częściowo w kantonie Valais to: Massif du Chablais, Masyw Mont Blanc i Alpy Lepontyńskie. 
Ważniejsze odgałęzienia doliny Rodanu to: Fieschertal, Lötschental i Dalatal na prawym brzegu oraz Turtmanntal, Binntal, Nanztal, Vispertal, Val d’Anniviers, Val de Réchy, Val d’Hérens, Val de Nendaz, Val d’Entremont i Val d’Illiez na lewym brzegu Rodanu.
Na terenie kantonu znajduje się największe znane jezioro podziemne w Europie - Saint-Léonard.

## Historia

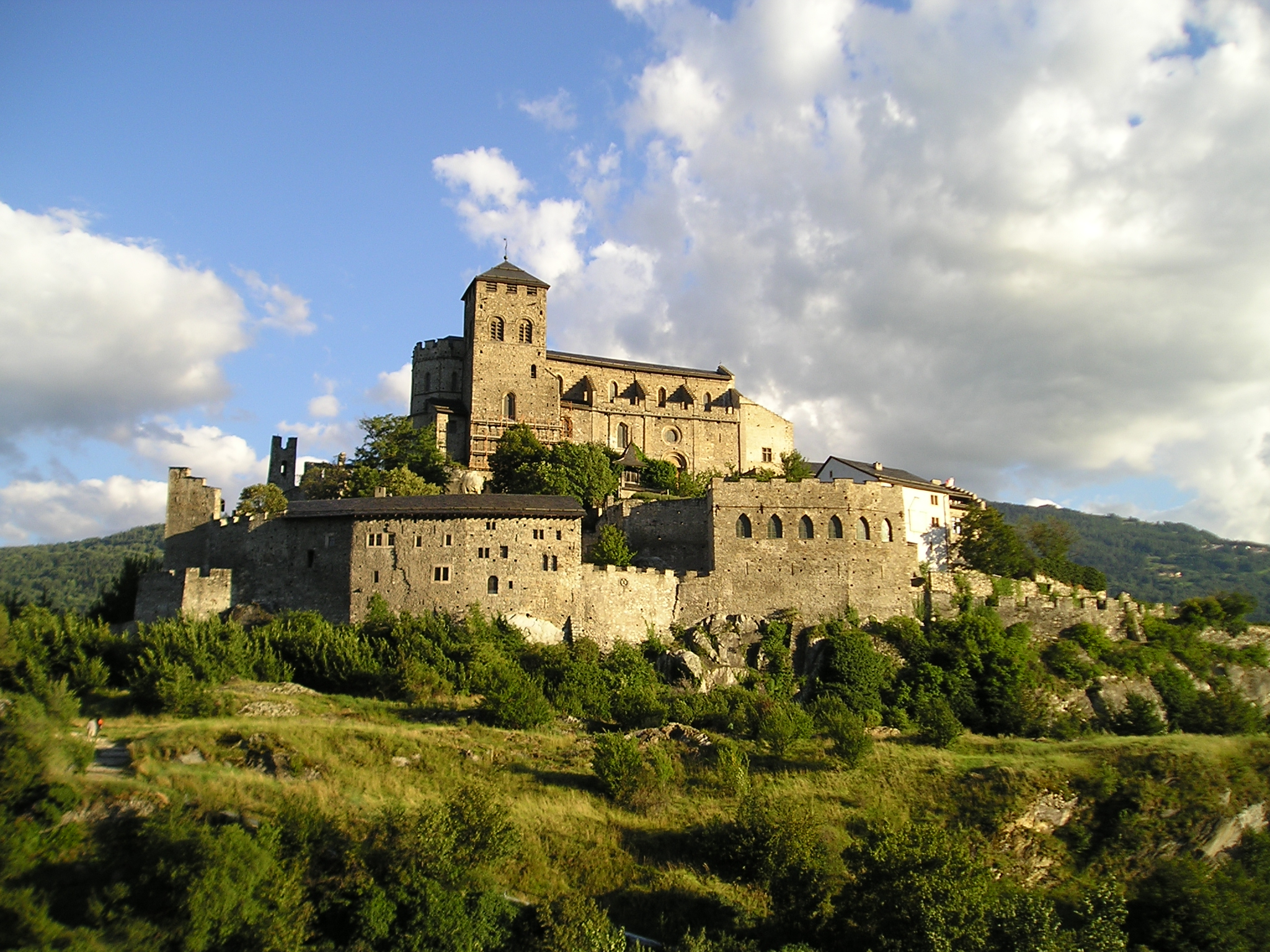
Bazylika de Valère górująca nad stolicą kantonu Sion

Rzymianie nazywali ten region Vallis Poenina (pol. Dolina Górnego Rodanu). Od 888 r. ziemie te były częścią Królestwa Burgundii. Król Rudolf III z Burgundii nadał te ziemie biskupowi Sionu w 999 r., czyniąc go hrabią Valais. Biskupowie-hrabiowie musieli się bronić przed atakami ze strony Księstwa Sabaudii, co sprawiło, że historia regionu jest ściśle powiązana z historią diecezji siońskiej.
Kanton Valais oparł się reformacji, pozostając pod zwierzchnictwem kościoła katolickiego. 12 marca 1529 r., Valais zostało członkiem Konfederacji Szwajcarskiej. W 1628 r. zostało w zasadzie republiką, République des Sept Dizains / Republik der Sieben Zehenden pod zwierzchnictwem księcia-biskupa Sionu oraz bailli. Biskupowie pozostali u władzy formalnie do 1798 r., kiedy to wojska Napoleona zajęły Valais i ogłosiły powstanie rewolucyjnej République du Valais (16 marca 1798 r.), która szybko została włączona do Republiki Helweckiej (1 maja 1798 r.). W 1802 r. region Valais ogłosił niepodległość jako Republika Rodańska. W 1810 r. republika ta została na krótko anektowana przez Francję jako Departament Simplon. Niepodległość została przywrócona w 1813 r., a 4 sierpnia 1815 r. Valais ostatecznie zostało członkiem Konfederacji Szwajcarii jako kanton. 

## Gospodarka

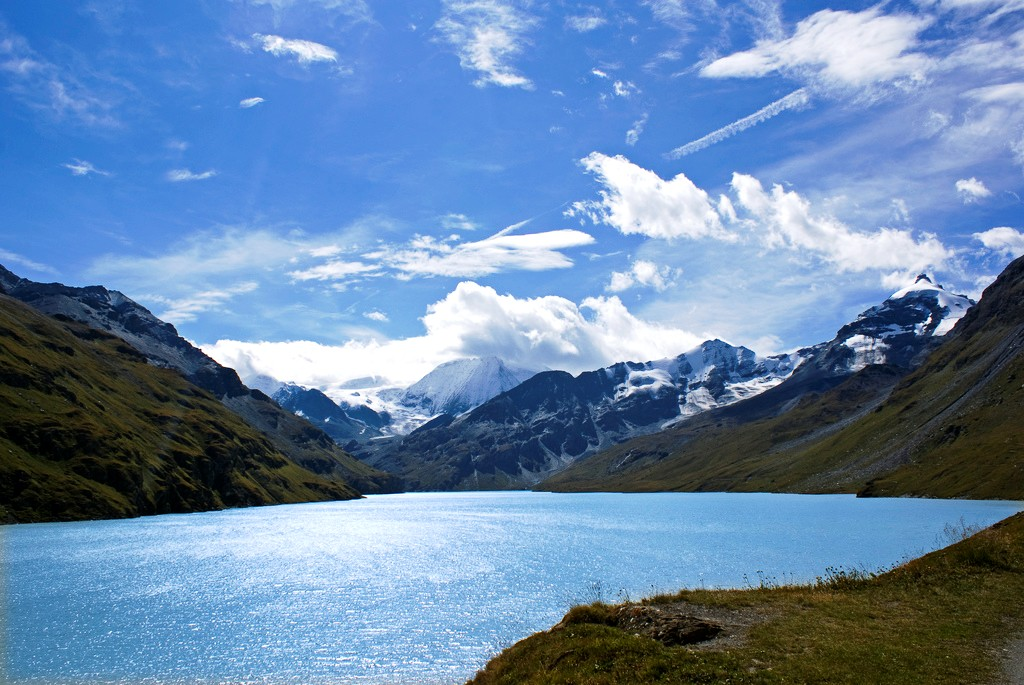
Jezioro Lac des Dix

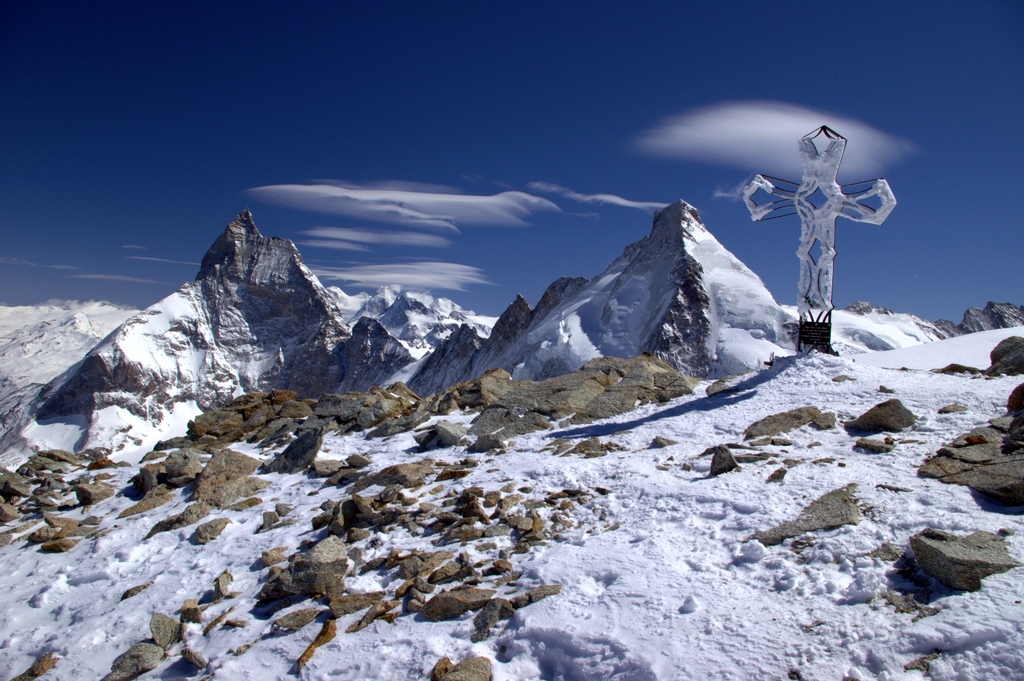
Widok ze szczytu Tête Blanche

Produkcja wina i spirytualiów oraz turystyka to główne źródła dochodu kantonu. Matterhorn położony niedaleko Zermatt jest jedną z największych atrakcji całych Alp Szwajcarskich. Dużą popularnością cieszą się także inne rejony kantonu np. francuskojęzyczne okolice Verbier, Evolène i Arolla. Alpy Pennińskie i Alpy Berneńskie przyciągają turystów i alpinistów z całego świata. 
Oprócz turystyki kładzie się nacisk na rolnictwo, w szczególności hodowlę bydła w rejonach górskich oraz produkcję nabiału w dolinach. Kanton Valais jest też największym producentem wina w całej Szwajcarii. Ponadto tamtejsze elektrownie wodne pokrywają ok. 25% zapotrzebowania na prąd całej Szwajcarii.
Zachodnia część kantonu na lewym brzegu Rodanu, od Saint-Maurice po brzegi Jeziora Genewskiego (najbardziej uprzemysłowiona) obejmuje tereny historycznych ziem Chablais, określane jako Chablais valaisan. Jest to jeden z kluczowych regionów dla gospodarki Valais. Znajduje się tam wiele fabryk oraz siedziby takich firm jak Novartis, Syngenta. W miejscowości Collombey-Muraz znajduje się rafineria. W pobliżu miejscowości Visp oraz Sierre koncentruje się przemysł metalowy i chemiczny. 
Pomimo kwitnącej turystyki i dobrze rozwiniętej infrastruktury Valais pozostaje jednym z najbiedniejszych kantonów Szwajcarii. Kanton Valais minimalnie przegrał rywalizację o prawo organizacji Zimowych Igrzysk Olimpijskich w 2002 i 2006 r.

## Demografia

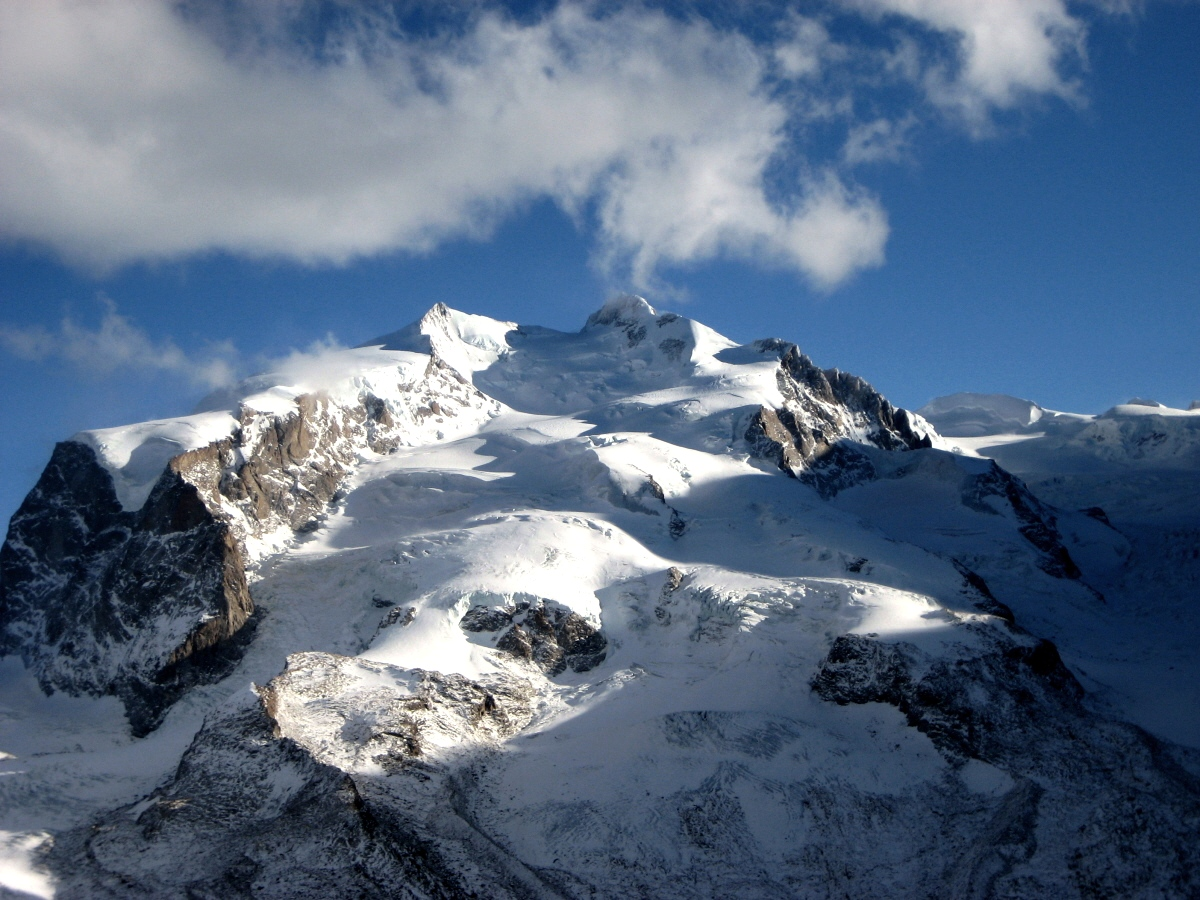
Dufourspitze

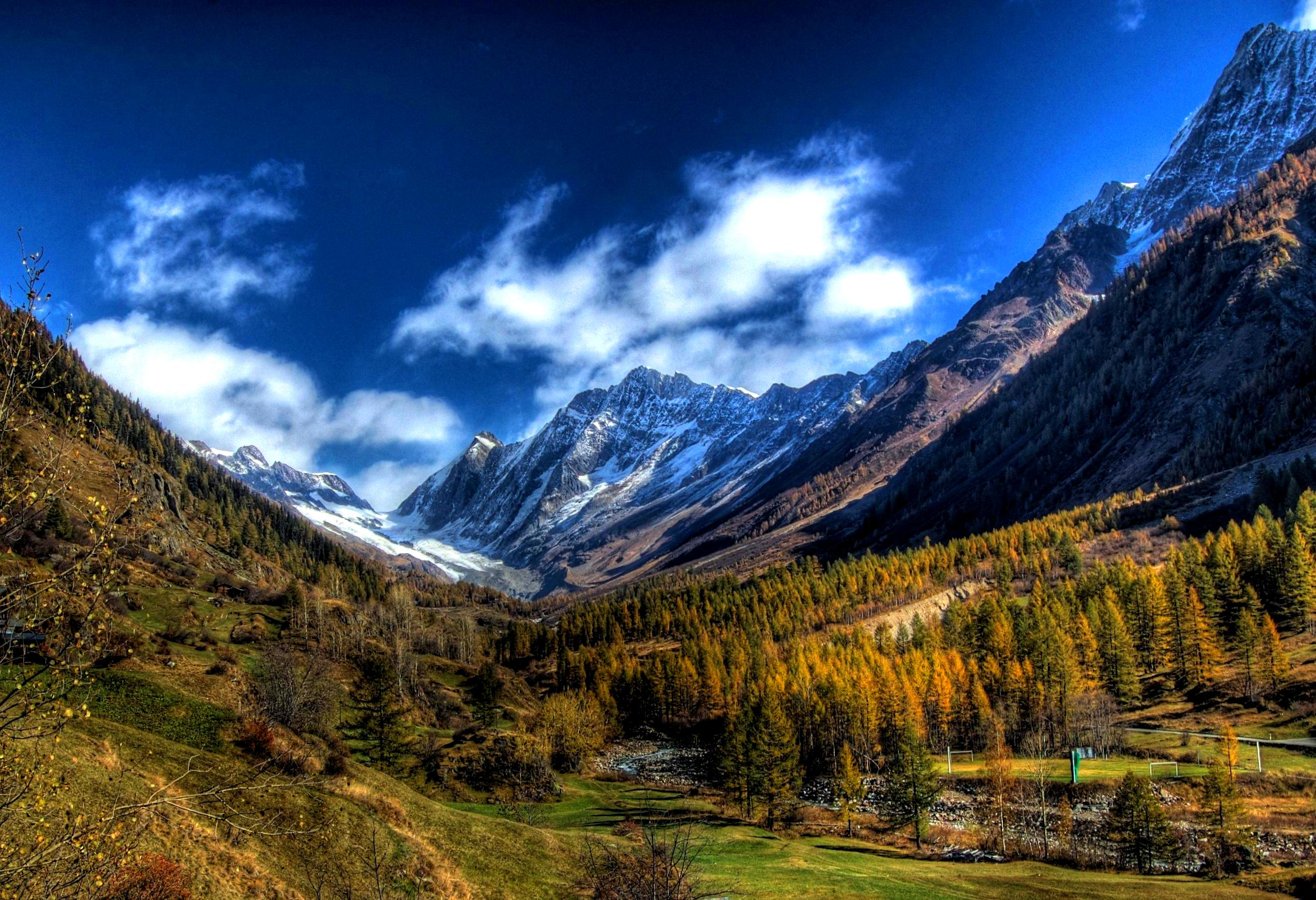
Dolina Lötschental

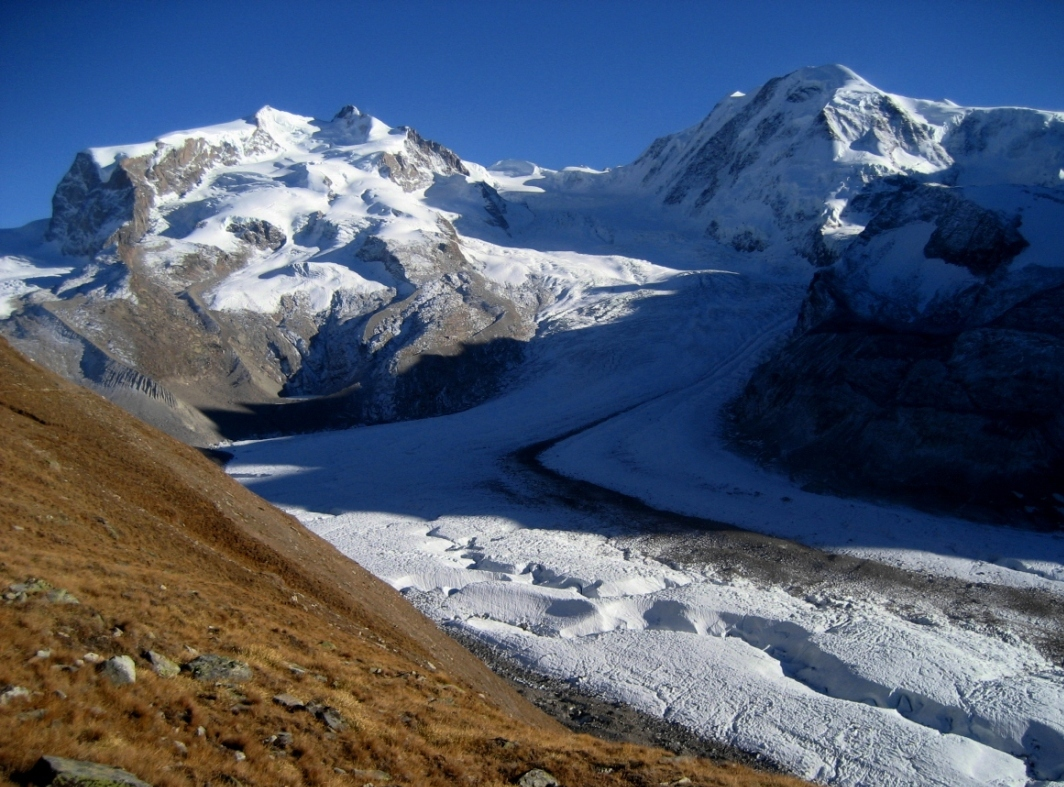
Masyw Monte Rosa

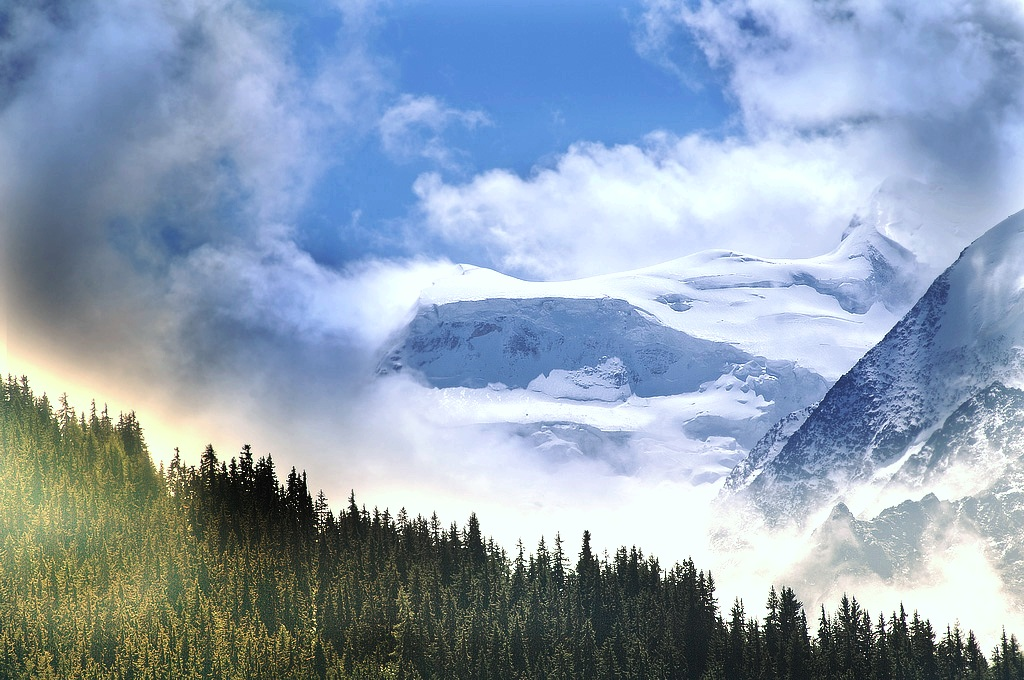
Grand Combin

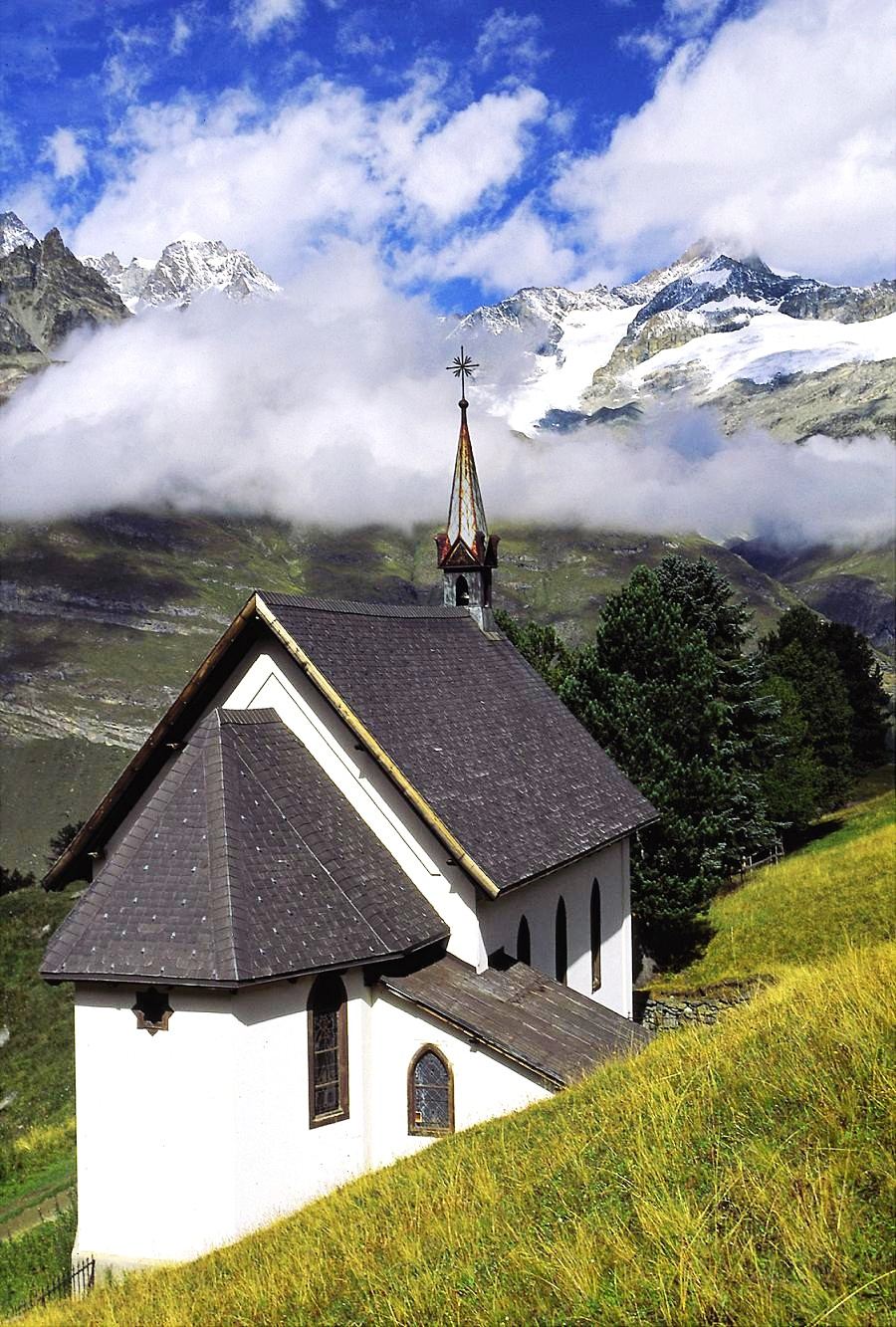
Kapliczka w pobliżu Zermatt

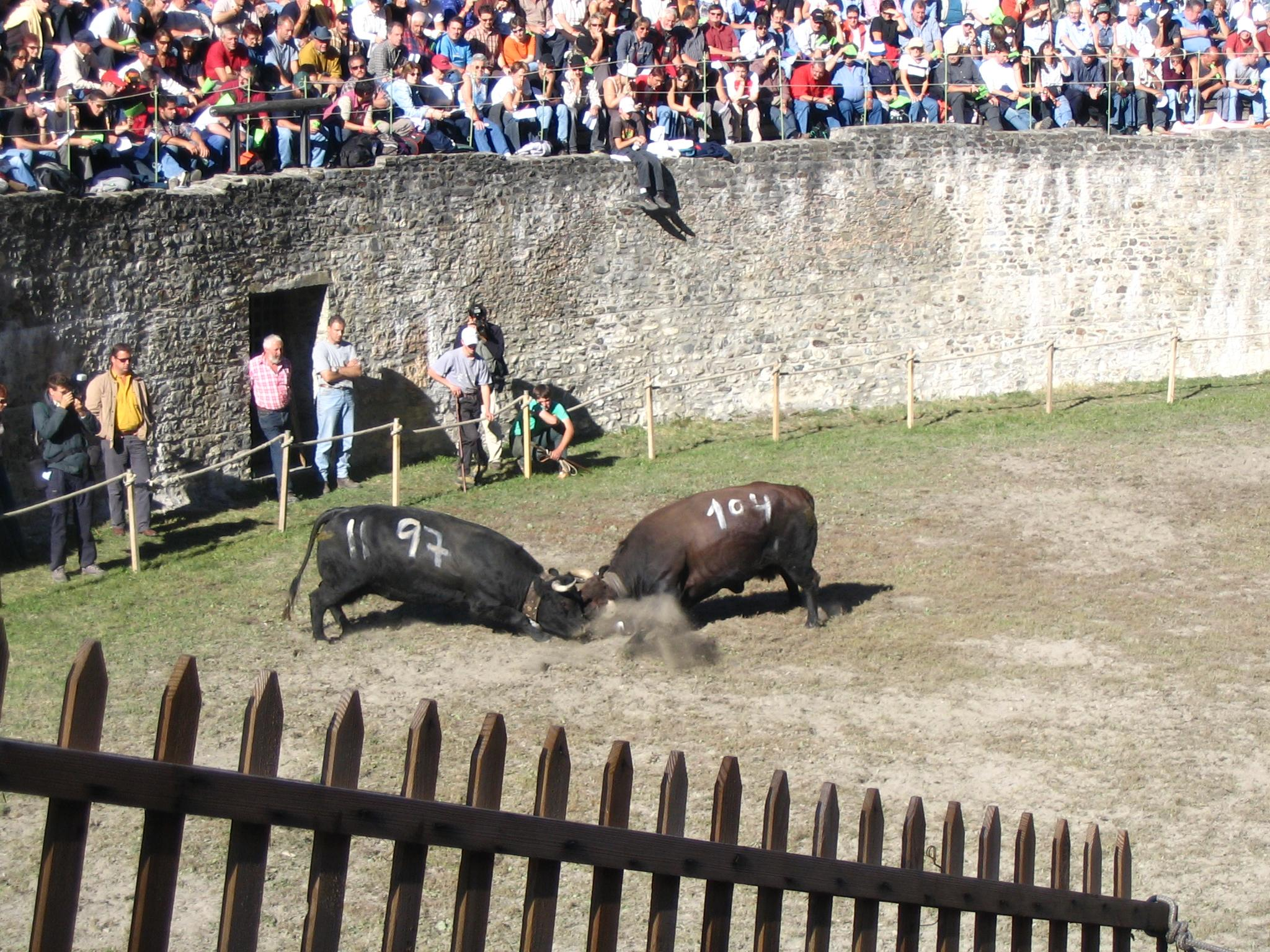
Walka krów w amfiteatrze w Martigny

Językami urzędowymi kantonu są język francuski i niemiecki. Językami z najwyższym odsetkiem użytkowników są:
- język francuski – 62,8%,
- język niemiecki – 28,4%,
- język portugalski – 2,3%
- język polski - 2,1%[2].

Kanton Valais jest w przeważającej części francusko- i arpitańskojęzyczny. Mieszkańcy wschodnich rejonów kantonu używają jednak walizerskiego dialektu języka niemieckiego. Francuskojęzyczna część ludności stanowi ok. dwie trzecie całej populacji kantonu.
Jest to słabo zaludniony kanton. Całkowita populacja kantonu 31 grudnia 2021 wynosiła 353 209 osób, z czego 79 825 (22,6%) to obcokrajowcy. Największe miasta to Sion (stolica), Monthey, Sierre, Martigny i Brig-Glis. Według danych z 2000 r. 81% populacji to katolicy, a ok. 6% to protestanci.

## Podział administracyjny
Kanton składa się z 13 okręgów (Bezirk), przy czym jeden okręg podzielony jest na dwa półokręgi (Halbbezirk). Okręgi dzielą się na 122 gminy (Politische Gemeinde). 
| Nazwa okręgu                                                         | Liczba mieszkańców 31 grudnia 2021 | Powierzchnia km² | Liczba gmin |
| -------------------------------------------------------------------- | ---------------------------------- | ---------------- | ----------- |
| Brig (Brigue)                                                        | 27 822                             | 434,19           | 7           |
| Conthey (Gundis)                                                     | 29 856                             | 234,20           | 5           |
| Entremont                                                            | 15 837                             | 632,97           | 5           |
| Goms (Conches)                                                       | 4 401                              | 589,20           | 8           |
| Hérens (Ering)                                                       | 11 123                             | 466,07           | 6           |
| Leuk >/br> (Loèche)                                                  | 12 657                             | 335,27           | 12          |
| Martigny (Martinach)                                                 | 49 674                             | 263,37           | 10          |
| Monthey                                                              | 48 636                             | 256,78           | 9           |
| Östlich Raron (Rarogne oriental) Westlich Raron (Rarogne occidental) | 11 178                             | 398,16           | 11 6        |
| Saint-Maurice                                                        | 14 277                             | 190,59           | 9           |
| Sierre (Siders)                                                      | 50 019                             | 418,37           | 10          |
| Sion (Sitten)                                                        | 49 023                             | 130,66           | 5           |
| Visp (Viège)                                                         | 28 706                             | 864,20           | 19          |